# Dwinskoi (Archangelsk, Werchnetojemski)
Dwinskoi (russisch Двинской) ist eine Siedlung in Nordwestrussland. Der Ort gehört zur Oblast Archangelsk und hat 2543 Einwohner (Stand 14. Oktober 2010). Dwinskoi gehört administrativ zum Rajon Werchnetojemski.

## Geographie
Dwinskoi befindet sich etwa 350 Kilometer südöstlich der Oblasthauptstadt Archangelsk. Der Ort liegt am rechten Ufer der Nördlichen Dwina, gegenüber der Flussinsel Schoromski (Остров Шоромский). Im Norden begrenzt der Fluss Bolschaja Swaga (Большая Свага) den Ort und mündet wenige Kilometer flussabwärts rechtsseitig in die Nördlichen Dwina. Die nächstgelegene Stadt ist das Rajonverwaltungszentrum Werchnjaja Toima, das sich etwa zehn Kilometer nördlich von Dwinskoi befindet.

## Geschichte
Die Siedlung Dwinskoi entstand Ende der 1950er Jahre unter dem Namen Utschastok Kornilowo (Участок Корнилово, deutsch Grundstück Kornilows). Die Urbarmachung und Bebauung des Landes begann im September 1958. Im Frühjahr 1959 bewohnten bereits 43 Siedler den Ort. Ein Jahr später wurde eine Grundschule sowie nahe der Dwina eine Ziegelfabrik errichtet.
Dwinskoi hatte bis zum Jahr 2003 den Status einer Siedlung städtischen Typs inne. Im Zuge einer Verwaltungsreform verlor es diesen Status und ist seitdem eine Siedlung. Dwinskoi ist Zentrum der Gemeinde Dwinskoje selskoje posselenije (Двинское сельское поселение), die ein 1305 km² großes Gebiet mit acht Dörfern (drei davon unbewohnt) und insgesamt 2852 Einwohner (Stand 2010) Einwohnern umfasst.

## Bevölkerungsentwicklung
Die folgende Übersicht zeigt die Entwicklung der Bevölkerungszahlen von Dwinskoi.
| Jahr | Einwohner |
| ---- | --------- |
| 1979 | 2.584     |
| 1989 | 3.263     |
| 2002 | 2.958     |
| 2010 | 2.543     |

Anmerkung: Volkszählungsdaten

## Infrastruktur
In der Siedlung gibt es ein Sanatorium.